# Centro Europeo del Consumidor
La Red de Centros Europeos del Consumidor (ECC-Net de sus siglas en inglés) fue creada en 2005 por la Comisión Europea con el objetivo de ofrecer información y asistencia en materia de consumo transfronterizo a todos los ciudadanos que residen habitualmente en la Unión Europea (UE), Islandia y Noruega. Se trata de una red financiada por el Programa de Consumo de la Unión Europea (2014-2020) y aglutina a todos los Centros Europeos del Consumidor (CEC).  De este modo, los consumidores que residen habitualmente en un Estado miembro, Islandia o Noruega pueden solicitar ayuda gratuita al Centro Europeo de su país para tratar de resolver de forma amistosa aquellos litigios que puedan tener con comerciantes cuyo comercio se encuentre en otro Estado miembro diferente al del país de residencia del consumidor.
Los Centros Europeos del Consumidor ofrecen los siguientes servicios:
-Información para la defensa de los derechos de la Unión Europea en materia de consumo.
-Ayuda y asistencia para resolver reclamaciones de manera amistosa con comerciantes con sede en otro país de la Unión Europea, Islandia o Noruega.
-Información y ayuda para contactar con otros organismos competentes en consumo. 

## Histórico
En 2005, en el marco de su misión de desarrollo del consumo transfronterizo dentro del espacio comunitario, la Dirección General de Sanidad y Consumo de la Comisión Europea creó la Red CEC, fusionando dos redes preexistentes: Los Euroguichets, creada en 1991, cuyo objetivo era proporcionar información en los litigios transfronterizos, y la red Extrajudicial Europea (EJE-net), que se dedicaba a ayudar los consumidores mediante sistemas alternativos de resolución de conflictos (ADR o Alternative Dispute Resolution systems, en inglés). 
Desde esta fecha, la entrada de cada nuevo Estado miembro en la Unión Europea ha estado acompañada por la creación del correspondiente Centro Europeo del Consumidor. Actualmente existen 30 centros, repartidos en los 28 países miembros más Islandia y Noruega. 

## Objetivos y modo de acción
El objetivo de la Red CEC es mejorar, en cada Estado miembro, Islandia y Noruega, la confianza de los consumidores en el comercio trasfronterizo y su misión es:   
• Información, consejos y asistencia. Los Centros actúan como organismos de información sobre las normas comunitarias y nacionales, ayudando a los consumidores a defender sus derechos con el fin de que puedan disfrutar de todas las ventajas que ofrece el mercado único europeo.  
• Ayuda a la resolución amistosa de las controversias trasfronterizas de consumo en la Unión Europea, Islandia y Noruega. Los Centros Europeos del Consumidor gestionan: reclamaciones entre consumidores y comerciantes cuyo comercio tenga su sede en otro Estado miembro, Islandia o Noruega. Antes de poder tramitar una reclamación en el Centro Europeo, el consumidor debe intentar solucionar la controversia previamente con el profesional. Si no obtiene un resultado positivo, la red ECC-Net sirve como organismo de mediación entre las partes con fin de llegar, si es posible, a una resolución amistosa. Cada Centro recoge las reclamaciones de los consumidores de su país y el expediente es transmitido al Centro Europeo del país donde opera el profesional implicado intentando encontrar una solución amistosa a la controversia a través de un órgano de mediación competente o contactando directamente con el profesional. Solo en 2014, la red ECC-Net gestionó más de 37.000 reclamaciones y mantuvo más de 90.000 contactos directos con consumidores. Cabe destacar que el 31.7% de las reclamaciones que se atendieron ese año eran sobre comercio a distancia y en línea.  
• Intermediación ante los órganos competentes nacionales y europeos (especialmente la Comisión Europea, que encuentra, así, una importante herramienta de información para orientar sus políticas en materia de consumo) con el fin de garantizar la protección de los consumidores. 
• Organización de grupos de debate y participación en la creación de órganos de mediación.

## Organización y funcionamiento
La organización interna de cada centro varía según su estructura y cada país: Pueden depender de un organismo público o una asociación de tipo “derecho privado sin ánimo de lucro”. La Red ECC-NET está cofinanciada por los Estados miembros y la Comisión Europea.

## En la Actualidad
El Centro Europeo del Consumidor en España (CEC-España) está cofinanciado por la Unión Europea y la Agencia Española de Consumo, Seguridad Alimentaria y Nutrición (AECOSAN Archivado el 22 de octubre de 2019 en Wayback Machine.). 
Presta sus servicios de lunes a viernes en la sede que tiene en Madrid. Toda la información de CEC-España está disponible en castellano y en inglés en su página web www.cec-msssi.es Archivado el 30 de agosto de 2018 en Wayback Machine.